# الإريثروبويتين في الوقاية العصبية
يشير مصطلح الإريثروبويتين في الوقاية العصبية إلى استخدام الإريثروبويتين، وهو بروتين سكري، في الوقاية العصبية. يتحكم الإريثروبويتين في تكون الكريات الحمر، أو إنتاج خلايا الدم الحمراء.
اعتقد أن الإريثروبويتين ومستقبلاته موجودان في الجهاز العصبي المركزي، وفقًا لتجارب استخدمت أجسام مضادة محددة تكشف ذلك، ولكن تبين لاحقًا أنها غير نوعية. يستطيع الإيبوتين ألفا عبور الحاجز الدموي الدماغي عبر النقل النشط، ومع ذلك، تعتبر الكميات المكتشفة في الجهاز العصبي المركزي منخفضة جدًا. أدى احتمال تأثير الإريثروبويتين على الأنسجة العصبية إلى إجراء تجارب تدرس دوره المحتمل في حماية الأنسجة. يشير وجود الإريثروبويتين المسجل في عينات لسائل دماغي شوكي من أطفال رضع، والتعبير عن مستقبلاته في النخاع الشوكي، إلى احتمالية امتلاكه دورًا ما في الجهاز العصبي المركزي، لذلك، قد يمثل الإريثروبويتين علاج محتمل يهدف لوقاية المستقبلات الضوئية، التي قد تتضرر أثناء المعالجة المسبقة بنقص التأكسج.
في بعض الدراسات التي أجريت على الحيوانات، بدا أن الإريثروبويتين يحمي الخلايا العصبية من سمية الجلوتامات الناتجة عن نقص الأكسجة. لوحظ أيضًا دوره في تعزيز تعافي الأعصاب بعد أذيات النخاع الشوكي الرضية. درس سيليك وزملاؤه استماتة الخلايا العصبية الحركية لدى أرانب تعاني من إقفار نخاعي شامل عابر محدث عمدًا خلال الدراسة. كانت الحالة العصبية الوظيفية للحيوانات التي أعطيت إريثروبويتين بشري مؤتلف أفضل بعد زوال التخدير، واستمرت في التحسن على مدار اليومين التاليين. عانت الحيوانات التي أعطيت محلول ملحي من حالة عصبية وظيفية سيئة، ولم تظهر أي تحسن كبير. تشير هذه النتائج إلى أن الإريثروبويتين البشري المؤتلف يحمل، في إصابات النخاع الشوكي الإقفارية، تأثيرات مفيدة فورية ولاحقة.
على عكس هذه النتائج، اقترحت العديد من الدراسات عدم امتلاك الإريثروبويتين أي فوائد وقائية للجهاز العصبي في النماذج الحيوانية، ولم تستطع الكشف عن مستقبلاته في أنسجة المخ باستخدام الأجسام المضادة له، والتي بدا أنها حساسة ونوعية.

## تأثيرات وقائية عصبية
يملك الإريثروبويتين، بصفته عامل وقائي عصبي، العديد من الوظائف، وهذا يتضمن: مناهضة تأثير الجلوتامات السام للخلايا، وتعزيز التعبير الإنزيمي لمضادات الأكسدة، وتقليل معدل إنتاج الجذور الحرة، والتأثير على إطلاق النواقل العصبية. يمارس الإريثروبويتين تأثيره الوقائي العصبي بشكل غير مباشر عبر إعادة تدفق الدم، أو بشكل مباشر عن طريق تنشيط جزيئات الإرسالفي الخلايا العصبية التي تلعب أيضًا دورًا في تكوين الكريات الحمر. لا يمكن عكس الاستماتة الخلوية، ولكن التدخل المبكر بإجراءات علاجية وقائية، كإعطاء الإريثروبويتين مثلًا، قد يقلل من عدد الخلايا العصبية التي تخضع للاستماتة.

### إعطاء الإريثروبويتين البشري المؤتلف
لوحظ أن إعطاء الإريثروبويتين البشري المؤتلف جهازيًا، يقلل استماتة خلايا العقد الجذرية الظهرية. لم تكن الحيوانات، المعالجة بإريثروبويتين بشري مؤتلف، محمية مسبقًا من الآلام الميكانيكية الخيفية التالية لإصابة الأعصاب الشوكية، ومع ذلك، تحسن معدل الشفاء بشكل ملحوظ مقارنةً بالحيوانات التي لم تعالج به. أدى العلاج بالإريثروبويتين البشري المؤتلف إلى زيادة فسفرة جاك2، وهي خطوة تأشير تبين أنها أساسية في الوقاية العصبية التي يسببها الإريثروبويتين بالاعتماد على آلية مضادة للاستماتة. أثبتت هذه النتائج دور الإريثروبويتين كعلاج ممكن للألم العصبي، عن طريق تقليل مدة الألم بعد إصابة العصب. ومع ذلك، يجب إجراء المزيد من الدراسات، لتحديد الوقت الأمثل والجرعة المثلى للعلاج بالإريثروبويتين البشري المؤتلف.

### الأذية الدماغية لدى الأطفال حديثي الولادة
في الرضع الذين يعانون من ضعف في النمو العصبي، يعتبر الخداج والاختناق من المشاكل الاعتيادية. قد تؤدي هذه الحالات إلى الإصابة بالشلل الدماغي والتخلف العقلي والضعف الحسي. يعتبر علاج الاعتلال الدماغي لدى الأطفال حديثي الولادة عبر تخفيض حرارة الجسم من العلاجات المثبتة للأذيات الدماغية. ومع ذلك، فقد أظهرت الأبحاث الحديثة أن الجرعات العالية من الإريثروبويتين المؤتلف، قد تقلل هذا النوع من الأذيات أو تمنعها، إن أعطيت مبكرًا. يبدو ارتفاع معدل استماتة الخلايا العصبية في الدماغ النامي جليًا، نتيجة فرط الإنتاج الأولي. تنجو الخلايا العصبية النشطة كهربائيًا والتي تستخدم اتصالات مشبكية، بينما تخضع الخلايا الفاقدة لهذه الصفات للاستماتة. تعتبر الاستماتة الخلوية ظاهرة طبيعية، ومع ذلك، من المعروف أيضًا أن الخلايا العصبية في الدماغ النامي معرضة بشكل متزايد لخطر الاستماتة استجابةً للأذية. يمكن لكمية صغيرة من الإريثروبويتين البشري المؤتلف عبور الحاجز الدموي الدماغي والوقاية من الإصابة بنقص التأكسج ونقص التروية. أظهر العلاج بالإريثروبويتين أيضًا أنه حافظ على حجم نصف الكرة المخية بعد 6 أسابيع من السكتة الدماغية الوليدية. أثبت أيضًا امتلاكه تأثيرات عصبية وقائية والميل لتكوين خلايا عصبية في السكتة الدماغية الوليدية دون صعوبات طويلة الأمد.

### التأثيرات المعرفية والسلوكية
تبين أن الإعطاء الجهازي للإريثروبويتين البشري المؤتلف يقلل من الضعف السلوكي المرتبط بالآفات لدى الجرذان التي تعاني من أذيات في منطقة الحصين. أثبتت الدراسة أن إعطاء الإريثروبويتين حسن القدرات السلوكية والمعرفية بعد التعرض للأذية، عند مقارنته مع المجموعة التي أعطيت محلول ملحي، والتي لم يشاهد فيها أي تحسن. مع ذلك، لم يسبب الدواء أي تأثير ملحوظ على اكتساب المهام في الحيوانات غير المصابة. قلل الإريثروبويتين، أو قضى، على عواقب الأذية الميكانيكية للحصين. كذلك، بدا أنه قد يحمل تأثيرات علاجية في مجالات معرفية أخرى.

### الخلايا العصبية الدوبامينية
أوضحت الدراسات أن الإريثروبويتين يحمي، على وجه التحديد، الخلايا العصبية الدوبامينية، التي ترتبط ارتباطًا وثيقًا باضطراب نقص الانتباه مع فرط النشاط. أبدى الإريثروبويتين تأثيرات وقائية على الخلايا العصبية الدوبامينية في المادة السوداء لدى فئران مصابة بمرض باركنسون. اختبرت هذه التجربة الأخيرة الفرضية التي تدعي أن الإريثروبويتين البشري المؤتلف قد يحمي الخلايا العصبية الدوبامينية ويحسن النتائج السلوكية العصبية لدى الفئران المصابة بمرض باركنسون. أدى حقن الإريثروبويتين البشري المؤتلف ضمن الجسم المخطط إلى تقليل شدة عدم التناظر الدوراني بشكل ملحوظ. كذلك، أظهرت الفئران المعالجة به تحسنًا في استخدام الساعد لأداء حركات متقنة. أظهرت هذه التجارب أن حقن الإريثروبويتين البشري المؤتلف ضمن الجسم المخطط، قد يحمي الخلايا العصبية الدوبامينية في المادة السوداء من الموت الخلوي الناجم عن الأوكسيدوبامين، ويحسن النتائج السلوكية العصبية في الفئران المصابة بمرض باركنسون.

### العلاج الحالي
في الوقت الحالي، لا يتوفر سوى ميثيلبريدنيزولون (ميدرول) لعلاج إصابات النخاع الشوكي. يصنف هذا الدواء ضمن فئة الستيروئيدات القشرية، ومهمته تقليل تلف الخلايا العصبية والالتهاب المحيط بمواقع الإصابة. يعطى الميدرول عادةً خلال الساعات الثمانية الأولى التالية للإصابة، ولكن النتائج التي يعطيها سيئة لدى المرضى والنماذج التجريبية. أثير بعض الجدل حول استخدامه في هذه الحالة، بسبب المخاطر المرتبطة به والنتائج السريرية السيئة، ولكنه الدواء الوحيد المتاح.